# Te bed of niet te bed
Te bed of niet te bed was een Vlaams radiopraatprogramma dat van 1967 tot en met 1990 werd uitgezonden. De presentatie was in handen van Jos Ghysen en Irene Houben. Tijdens de hoogdagen van het programma trok het geregeld 1 miljoen luisteraars.

## Concept
Te bed of niet te bed werd elke zaterdagochtend van 08.00 tot 10.00 uur op BRT2 Limburg uitgezonden, de regionale zender van Radio 2. In het programma interviewden Ghysen en Houben gewone Vlamingen over hun hobby's en beroep. Sommige mensen werden opgebeld, andere reportages vonden ter plekke plaats. Alhoewel Ghysen het liefst met gewone mensen praatte, werden er ook weleens bekendere personen geïnterviewd, zoals Wilfried Martens, Dalida, Jan Cremer, de weduwe van Camille Huysmans en de moeder van Georges Simenon. Elk item werd afgewisseld met easy listeningmuziek. Tussendoor voerde Ghysen een vast weerpraatje met Jan Boomans, alsook een vast gesprek met onderwijzer Louis Gonnissen. Aan het slot van elke aflevering vond er een spelletje plaats waarbij Ghysen een geluid afspeelde en bellers moesten raden wat het precies was? Als de beller het juiste antwoord raadde kreeg hij een prijs.
"Te bed of niet te bed" werd aanvankelijk tussen 8.00 en 10.00 uur uitgezonden maar trok toch voldoende luisteraars aan om spoedig naar een iets later tijdstip te worden verplaatst. De luchtige en vaak geïmproviseerde sfeer was voor het publiek zeer ontspannend. Op 4 oktober 1980 organiseerde men ter gelegenheid van de 500ste aflevering een tweedaagse cruise op de Rijn voor 50 luisteraars. Bij iedere nieuwe mijlpaal qua aantal afleveringen werd het programma voor de gelegenheid op een uitzonderlijke locatie uitgezonden. Zo presenteerde men op 14 mei 1988 vanuit Kinshasa, Congo en op 19 mei 1990 vanuit New York. De laatste aflevering van "Te bed of niet te bed" werd op 30 juni 1990 vanuit Bellewaerde uitgezonden en ook op televisie uitgezonden in een half uur durende special op TV1. Het radioprogramma werd opgevolgd door Ochtendkuren.

## Opvallende uitzendingen
Op 26 februari 1972 interviewde Ghysen Tijl van Limburg, die toen net vrijkwam uit de gevangenis na diefstal van Johannes Vermeers De Liefdesbrief. Op 29 maart 1980 werd de studio bezet door een vijftigtal mensen uit de Voerstreek, naar aanleiding van de communautaire rellen daar. Ze vroegen een uitzending aan hun problemen te wijden, wat Ghysen ook deed.

## Vaste afsluitzin
Elke uitzending sloot Ghysen af met zijn vaste uitspraak: "Bij leven en welzijn... tot vandaag over acht dagen.". Deze slagzin wordt nog steeds met hem geassocieerd. Hij gebruikte hem als titel van een kortverhalenbundel (1975), alsook voor zijn officiële autobiografie uit 2010.

## Zondag Josdag
Het VTM-programma Zondag Josdag (1992-1999) was de tv-versie van "Te bed of niet te bed".

## Prijzen
- 1977: Radio-Oscar

## Publicaties
- GHYSEN, Jos, "Bij leven en welzijn" (kortverhalen), Heideland Hasselt, 1975.
- GHYSEN, Jos, "Te bed of niet te bed" (geschiedenis van het programma), BRT Uitgaven, 1984.

## In populaire cultuur
- In een aflevering van De Collega's uit 1980 speelt Jomme Dockx (Manu Verreth) mee tijdens de wekelijkse quizvraag in "Te bed of niet te bed".
- In strook 16 van het De Kiekeboes-album De anonieme smulpapen geeft Ghysen een lezing tegenover een zaal vol zwaarlijvige mensen. Hij wordt geïntroduceerd als de auteur van "Te vet of niet te vet" en gebruikt ook zijn catchphrase "Bij leven en welzijn."
- "Te bed of niet te bed" was ook de titel van de 133ste aflevering van F.C. De Kampioenen.